# 亚历山大·米勒兰
亚历山大·米勒蘭（法語：Alexandre Millerand，法語：[alɛksɑ̃dʁ milʁɑ̃]；1859年2月10日—1943年4月7日），法國律师和政治家。1920年出任法国總理，後來以溫和派聯盟領袖的資格當選法国总统（1920年—1924年），並試圖通过修改宪法加强总统的权利，後迫於左翼聯盟的壓力而辭職。
米勒兰的妻子为让娜·米勒兰。夫妻俩育有子女四人，分别是儿子让·米勒兰、女儿爱丽丝·米勒兰、儿子雅克·米勒兰、女儿玛泰·米勒兰。

## 生平
米勒兰出生在法国巴黎一个小商人家庭，青年时在巴黎大学学习法律。

### 1880年代
米勒兰在接受律师训练后，于1882年成为律师。
1884年，当选巴黎市议员。
1885年，作为激进社会党人被选入众议院，成为众议员，这时米勒兰在政治上属于资产阶级激进派。

### 1890年代
1890年代，米勒兰政治倾向逐渐转向社会主义。
1893年，米勒兰与饶勒斯等组成独立社会主义派，联合法国工人党参加议会竞选，他也因此成为社会党左派领袖。
1896年以前，米勒兰负责主编该派机关报《小共和国报》(La Petite République)。
1896年5月30日，米勒兰在法国各派社会主义者为庆祝圣芒德市政选举胜利而举行的千人群众大会上发表演讲，提出改良主义纲领（后被称为《圣芒德纲领》），该纲领成为内阁主义的理论基础。
1898年，米勒兰参与建立和领导法国独立社会党人联合会，主张通过加入资产阶级政府的办法，让法国和平过渡到社会主义。
1898年10月，与让娜·勒瓦耶在勒芒（法国萨尔特省）结婚。
1899年6月，米勒兰加入了皮埃尔·瓦尔德克-卢梭的“保卫共和”内阁，任商业部长，开社会主义性质的社会党人参加资产阶级政府之先河，史称“米勒兰事件”。在阁期间，米勒兰致力于改善劳动条件，加强商船队伍，发展贸易、教育和邮政制度，也曾支持政府镇压沙龙地方的工人罢工。

### 1900年代
1904年，米勒兰被法国社会党开除出党，其后他与原社会党人阿里斯蒂德·白里安、R·维维安尼组成了独立社会党。
1906年，米勒兰再次当选议员。
1909年，在白里安的第一届内阁中任公共工程部部长，其主要成就是改组国有铁路。他和白里安对1910年10月使用军队镇压铁路工人罢工一事负有责任。

### 1910年代
1911年，米勒兰转入社会共和党。
1912年，在雷蒙·普恩加莱内阁中任陆军部长，相当于国防部部长，他改组了高级指挥部并第一次给予军事航空术以肯定的地位。在勒内·维维亚尼内阁中仍担任陆军部长，直至1915年10月辞职。
1918年当选为伦理学和政治学院院士。
1919年，米勒兰与普恩加莱一起组建国民联盟。

### 1920年代及以后
1920年1月，乔治·克列蒙梭总理辞职，米勒兰组成新一届内阁，任总理兼外交部长。任内，新政府主要关心《凡尔赛和约》的实现，取消了8小时工作制，镇压了工人运动。
1920年5月，他挫败了一些组织革命性罢工的努力；他还在波兰-苏联战争期间向波兰提供了大量的军用物资援助。
1920年9月，共和国总统保罗·德夏内尔由于健康原因辞职，米勒兰当选为总统。他在做总统候选人时并不隐讳他有意修改宪法，增加总统的权力。
1924年5月，占多数的激进社会党以左翼联盟的名义在选举中获胜，他关于总统职权的主张，与该派发生冲突。该派攻击他公开支持保守派，置总统严守中立的传统于不顾，致使他无法组成一个可接受的内阁，1924年5月举行议会选举后，左翼联盟大胜，获315个议席，米勒兰被迫于1924年6月11日辞职。
1927年到1940年，米勒兰在参议院中不再起主要作用。
1943年4月7日，米勒兰在凡尔赛去世，终年84岁。

## 著作
米勒兰已出版的著作有《改良社会主义》（1903年）和《为了国防》（1913年）。

## 米勒兰事件与内阁主义
1899年6月，米勒兰未征得议会党团和社会党同意，与曾参与镇压法国巴黎公社运动的加斯东·德·加利费一起，加入了皮埃尔·瓦尔德克-卢梭的“保卫共和”内阁，任“工业、商业、邮政与电报部长”，开社会主义性质的社会党人参加资产阶级政府之先河，史称“米勒兰事件”，亦称为“米勒兰入阁事件”。这一事件在法国社会党内和第二国际内引起激烈争论，诸多法国社会主义运动者表示了对米勒兰入阁行为的愤慨，爱德华·瓦扬等人甚至立刻宣布退出社会主义议会党团，并组建新的议会党团。米勒兰等人为其入阁行为进行了辩护，认为入阁是工人阶级夺取政权的开端，是为了保卫共和制度并有益于发展党团的力量，而非是对当权者或资产阶级的妥协甚至投降。这些观点史称“内阁主义”或者“米勒兰主义”。

## 延伸阅读
- Sowerine, Charles. . publisher. year.
- Cobban, Alfred.  3. publisher. year.